# ランドマーク (アルバム)
『ランドマーク』（Landmark）は、日本のロックバンド、ASIAN KUNG-FU GENERATIONの7thフルアルバム。2012年9月12日にKi/oon Musicから発売。

## 概要
- オリジナルアルバムとしては前作『マジックディスク』以来2年3ヶ月ぶり。
- 前作のアルバム以降に発売されたシングル曲2曲が収録されている。そのため、『BEST HIT AKG』に収録された「マーチングバンド」は本作には収録されていないが、同曲のカップリング曲である「N2」が本作に収録されている。
- ジャケットの絵の中には、収録曲を象徴する絵がところどころに描かれている。
- アルバムタイトルである「ランドマーク」には、「自分たちのこの2011年、2012年の目印になるような作品」といった意味や、すべての録音が行われたランドマークスタジオの名前などが主な由来となっている。[1][2]
- 後藤は本作について「東日本大震災と原発事故のまっただなかで、悩み、考え、苦しんで作った。」、「（アルバム発売までの）この2年の感情・状況を刻みつけた石碑のような作品になった」と語っている。[3]
- 本作は完全生産限定盤、初回生産限定盤、通常盤の3形態での発売となった。完全生産限定盤は、CDとレコードがセットになったものに、レコーディング風景の写真などを収めたブックレットが付いている。なお、CDとレコードとでマスタリングが異なる。
- 初回生産限定盤は2012年2月23日の日本武道館公演と、2011年7月4日のNANO-MUGEN CIRCUIT公演から数曲を収録したDVDがついている。またCDはピクチャーレーベル仕様、スリーブ仕様となっている。
- ASIAN KUNG-FU GENERATIONの作品史上初めて、メンバー全員がそれぞれ作曲を手がけた楽曲が収録されている。その為、後藤が単独で作曲を手掛けた楽曲がこれまでのアルバムに比べると格段に少ない。

## 曲紹介
All right part2
『ASIAN KUNG-FU GENERATION presents NANO-MUGEN COMPILATION 2011』収録曲。橋本絵莉子（チャットモンチー）がコーラスで参加している。
バイシクルレース
本作のリードトラックで、PV（監督：番場秀一）が存在する。
それでは、また明日
先行シングル曲。タイアップシングルでありながら後藤曰く「このアルバムで一番政治的メッセージが強い曲」。
1980
後藤曰く「投票について歌った曲」。
マシンガンと形容詞
アルバムの詳細が発表される前から、タイトルと一部歌詞が後藤の日記に公開されていた。

## 収録曲

### CD／LP盤
- LP盤はA面に#1～#6、B面に#7～#12が収録されている。
- 全作詞：後藤正文、全編曲：ASIAN KUNG-FU GENERATION

| #         | タイトル                                                                       | 作詞      | 作曲               | 時間  |
| --------- | ------------------------------------------------------------------------------ | --------- | ------------------ | ----- |
| 1.        | 「All right part2」                                                            |           | 後藤正文・喜多建介 | 3：34 |
| 2.        | 「N2」                                                                         |           | 後藤正文           | 3：06 |
| 3.        | 「1.2.3.4.5.6. Baby」                                                          |           | 後藤正文・喜多建介 | 3：25 |
| 4.        | 「AとZ」                                                                       |           | 後藤正文・伊地知潔 | 4：39 |
| 5.        | 「大洋航路」                                                                   |           | 後藤正文           | 3：17 |
| 6.        | 「バイシクルレース」                                                           |           | 後藤正文           | 4：17 |
| 7.        | 「それでは、また明日」(東宝配給映画『ROAD TO NINJA -NARUTO THE MOVIE-』主題歌) |           | 後藤正文・山田貴洋 | 3：42 |
| 8.        | 「1980」                                                                       |           | 後藤正文・山田貴洋 | 3：37 |
| 9.        | 「マシンガンと形容詞」                                                         |           | 後藤正文           | 3：55 |
| 10.       | 「レールロード」                                                               |           | 後藤正文・喜多建介 | 3：08 |
| 11.       | 「踵で愛を打ち鳴らせ」                                                         |           | 後藤正文・喜多建介 | 4：25 |
| 12.       | 「アネモネの咲く春に」                                                         |           | 後藤正文           | 5：01 |
| 合計時間: | 合計時間:                                                                      | 合計時間: | 46:11              |       |

### 初回生産限定盤DVD
- #8のみ2011年7月4日のNANO-MUGEN CIRCUITでの映像であり、その他は2012年2月23日の日本武道館公演からの映像。
- 全編曲：ASIAN KUNG-FU GENERATION

| #  | タイトル               | 作詞       | 作曲               |
| -- | ---------------------- | ---------- | ------------------ |
| 1. | 「アフターダーク」     | 後藤正文   | 後藤正文・山田貴洋 |
| 2. | 「ソラニン」           | 浅野いにお | 後藤正文           |
| 3. | 「マーチングバンド」   | 後藤正文   | 後藤正文           |
| 4. | 「リライト」           | 後藤正文   | 後藤正文           |
| 5. | 「ループ＆ループ」     | 後藤正文   | 後藤正文           |
| 6. | 「君という花」         | 後藤正文   | 後藤正文           |
| 7. | 「踵で愛を打ち鳴らせ」 | 後藤正文   | 後藤正文・喜多建介 |
| 8. | 「All right part2」    | 後藤正文   | 後藤正文・喜多建介 |

## 演奏
- 後藤正文：Vocals, Guitar, Programming
- 喜多建介：Guitar, Vocals
- 山田貴洋：Bass, Vocals
- 伊地知潔：Drums, Percussion, Synthesizer
- 橋本絵莉子 (チャットモンチー)：Chorus (#1)